# Harriet Lerner
Harriet Goldhor Lerner (geboren 30. November 1944 in Brooklyn, New York) ist eine US-amerikanische Psychologin, Psychotherapeutin und Feministin.

## Leben
Harriet Goldhor Lerner wuchs als zweite Tochter von Archie and Rose Goldhor, beide russisch-jüdische Immigranten, in Brooklyn auf. Sie promovierte 1972 in Klinischer Psychologie an der City University of New York und absolvierte anschließend eine zweijährige Postgraduate-Ausbildung in Familientherapie an der Menninger Foundation in Topeka. Sie veröffentlichte wissenschaftliche Fachartikel und zwölf psychologische Bücher für ein allgemeines Publikum, in denen sie familientherapeutische mit feministischen Ansätzen verbindet. Ihr Buch The Dance of Anger von 1985 war ein Bestseller. Sie ist verheiratet und hat zwei Söhne, der jüngere von ihnen ist der Schriftsteller Ben Lerner.

## Schriften (Auswahl)
Bücher (deutsche Übersetzung)
- Wohin mit meiner Wut? Neue Beziehungsmuster für Frauen. Kreuz-Verlag, Zürch 1987, ISBN 3-268-00040-1 (Originaltitel: Dance of Anger).
- Was Frauen verschweigen: Warum wir täuschen, heucheln, lügen müssen. Fischer, Frankfurt am Main 1996, ISBN 3-596-12030-6. (Originaltitel: The dance of deception).
- Zärtliches Tempo. Wie Frauen ihre Beziehungen verändern, ohne sie zu zerstören. Kreuz-Verlag, Zürich 1990, ISBN 3-268-00094-0 (Originaltitel: The dance of intimacy).
- Das missdeutete Geschlecht. Falsche Bilder der Weiblichkeit in Psychoanalyse und Therapie. Kreuz-Verlag, Zürich 1991, ISBN 3-268-00115-7 (Originaltitel: Women in therapy).
- Der Tanz ums Kind. Wie Muttersein unser Leben verändert. Fischer, Frankfurt am Main 2003, ISBN 3-596-15430-8 (Originaltitel: The mother dance).
- Angst, Furcht und Scham. Vom befreienden Umgang mit schwierigen Gefühlen. Gütersloher Verlagshaus, Gütersloh 2006, ISBN 3-579-06518-1 (Originaltitel: Fear and other uninvited guests).
- Beziehungsregeln. Die ultimativen Tipps für alle, die Partnerschaftskrisen satt haben. Kailash Verlag, München 2012, ISBN 978-3-424-63052-7 (Originaltitel: Marriage rules).

Artikel
- The hysterical personality: A “woman's disease”. In: Comprehensive Psychiatry. Volume 15, Issue 2, March–April 1974, S. 157–164. doi:10.1016/0010-440X(74)90032-7
- Parental mislabeling of female genitals as a determinant of penis envy and learning inhibitions in women. In: Harriet E. Lerner, Harold P. Blum (Hrsg.): Female psychology: Contemporary psychoanalytic views. International Universities Press, Oxford 1977, S. 269–283.
- Internal prohibitions against female anger. In: The American Journal of Psychoanalysis. Volume 40, Issue 2, Juni 1980, S. 137–148. doi:10.1007/BF01254806
- Female dependency in context: Some theoretical and technical considerations. In: American Journal of Orthopsychiatry. Vol 53(4), Oktober 1983, S. 697–705. doi:10.1111/j.1939-0025.1983.tb03412.x